# Фонтенуа-ле-Монбозон
Фонтенуа́-ле-Монбозо́н (фр. Fontenois-lès-Montbozon) — коммуна во Франции, находится в регионе Франш-Конте. Департамент — Верхняя Сона. Входит в состав кантона Монбозон. Округ коммуны — Везуль.
Код INSEE коммуны — 70243.

## География

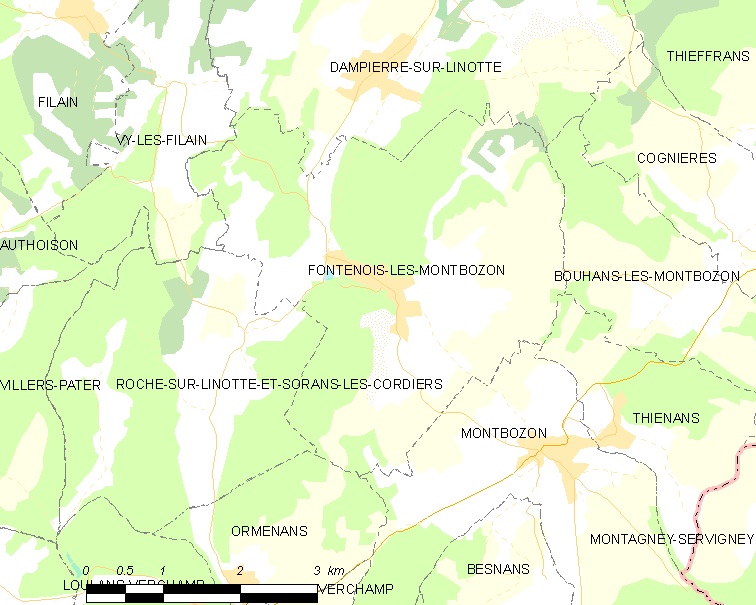
Карта коммуны

Коммуна расположена приблизительно в 330 км к юго-востоку от Парижа, в 32 км северо-восточнее Безансона, в 17 км к югу от Везуля.
По территории коммуны протекает река Филен (фр. Filaine).

## Население
Население коммуны на 2010 год составляло 303 человека.
| 1962 | 1968 | 1975 | 1982 | 1990 | 1999 | 2010 |
| ---- | ---- | ---- | ---- | ---- | ---- | ---- |
| 254  | 260  | 256  | 242  | 273  | 291  | 303  |

## Экономика
В 2010 году среди 186 человек трудоспособного возраста (15—64 лет) 145 были экономически активными, 41 — неактивными (показатель активности — 78,0 %, в 1999 году было 68,2 %). Из 145 активных жителей работали 127 человек (70 мужчин и 57 женщин), безработных было 18 (5 мужчин и 13 женщин). Среди 41 неактивных 14 человек были учениками или студентами, 11 — пенсионерами, 16 были неактивными по другим причинам.

## Достопримечательности
- Фонтан (1828 год). Исторический памятник с 1979 года[3]